# Édouard Nzambimana
Édouard Nzambimana (nascido em 20 de dezembro de 1945 - setembro de 2015) foi primeiro-ministro do Burundi de 12 de novembro de 1976 a 13 de outubro de 1978, quando o cargo foi extinto. Ele então tornou-se ministro das Relações Externas, servindo até 1982.
Antes de se tornar primeiro-ministro, Nzambimana foi educado na Bélgica e foi tenente-coronel do exército.